# هيلينا ويليس
هيلينا إلسا مارغريتا ويليس (بالسويدية: Helena Willis)‏ (من مواليد 16 أبريل 1964، ستوكهولم)  هي رسامة ومؤلفة سويدية.

## قائمة الأعمال
- 2002 – حتى الآن - LasseMajas detektivbyrå (سلسلة كتب، كتبب بواسطة مارتن يدمارك)
- 1994 - Sveriges miljöbästa butik (تأليف هان سيمونسن)
- 1994 - EU، konsumenten och miljön (كتبتها ماي لاوريل)
- 1996 - Omtankar (تأليف أنيكا فورسبيرج)
- 1997 - Kaspar ، Atom-Ragnar och gäddkungen (كتبه مايكل إنجستروم)
- 1998 - Atom-Ragnar och snömannen (كتبه مايكل إنجستروم)
- 1999 - Andra världskriget (من تأليف أولف إسكيلسون)
- 1999 - Vilse i stenåldern (من تأليف بنجت -إيك كراس)
- 1999 - Atom-Ragnar och mordbrännaren (كتبها مايكل إنجستروم)
- 2001 - Kaspar och snömannen (من تأليف مايكل إنجستروم)
- 2001 - Hanna luras av Nalle Puh (من تأليف أولف إسكيلسون)
- 2001 - Hanna och cykeln (من تأليف أولف إسكيلسون)
- 2001 - Hanna och veckopengen (تأليف أولف إسكيلسون)
- 2001 - Hanna hr hundvakt (من تأليف أولف إسكيلسون)
- 2003 - Kaspar och båtsnurran (كتبه مايكل إنجستروم)
- 2006 - أولغا كاستار لاسو (كاتبة أيضًا)
- 2007 - Olga och Stefan kräver guld (كاتبة أيضًا)

## جوائز
- 2010 - جائزة «بوك جيرني» (لCampingmysteriet كتاب في سلسلة detektivbyrå LasseMajas ، جنبا إلى جنب مع مارتن يدمارك) [4]
- 2005 - «سباروندن» & «بوك جيرني» [5]

## روابط خارجية
- هيلينا ويليس على www.bonniercarlsen.se
- مقابلة مع هيلينا ويليس